# مدينة الطيب
مدينة الطِيب هي مدينة جديدة مخططة بولاية لوى بمحافظة شمال الباطنة، سلطنة عمان.

## الجغرافيا

### الموقع
وتبلغ مساحة المدينة حوالي (12) مليون متر مربع وعلى مقربة من طريق الباطنة السريع، وتستوعب حوالي (30) ألف نسمة، وتتوفر بها جميع الخدمات والمرافق العامة، وتضم وحدات سكنية يصل عددها إلى (1300) وحدة سكنية مفردة ومزدوجة، وتم تخطيط المدينة لتستوعب مستقبلا (3400) وحدة سكنية وحوالي (50) ألف نسمة من قاطني المدينة وزوارها.

## البنية التحتية
يوجد بالمدينة شبكة طرق بطول (106) كيلومترات، وحوالي (3313) عمود إنارة، تضمن التنقل السلس داخل المدينة وفي مداخلها ومخارجها، كما تضم المدينة شبكة ألياف بصرية بطول (232) كيلومترا، وشبكة كهرباء على امتداد (416) كيلومترا، فيما تتجاوز أطوال شبكة المياه (141) كيلومترا، ويصل طول شبكة الري إلى (65) كيلومترا، وشبكة تصريف الأمطار بطول (47) كيلومترا ويبلغ طول شبكة الصرف الصحي (144) كيلومترا.

## الخدمات
تضم المدينة (5) مدارس للمراحل التعليمية المختلفة، ومركز صحي متكامل وجامعين و(6) مساجد تتوسط التجمعات والأحياء السكنية الجديدة ومأتم، كما تحتوي على 12 ملعبا لممارسة الرياضة وحديقة عامة، ومحطتي وقود.